# Ostriveț, Terebovlea
Ostriveț (în ucraineană Острівець) este localitatea de reședință a comunei Ostriveț din raionul Terebovlea, regiunea Ternopil, Ucraina.

## Demografie
Componența lingvistică a localității Ostriveț
     Ucraineană (99,76%)
     Alte limbi (0,24%)
Conform recensământului din 2001, majoritatea populației localității Ostriveț era vorbitoare de ucraineană (99,76%), existând în minoritate și vorbitori de alte limbi.